# Município de St. Albans (condado de Licking, Ohio)
O município de St. Albans (em inglês: St. Albans Township) é um município localizado no condado de Licking no estado estadounidense de Ohio. No ano de 2010 tinha uma população de 2.446 habitantes e uma densidade populacional de 35,42 pessoas por km².

## Geografia
O município de St. Albans encontra-se localizado nas coordenadas 40° 04′ 45″ N, 82° 37′ 05″ O. Segundo o Departamento do Censo dos Estados Unidos, o município tem uma superfície total de 69.06 km², da qual 68.54 km² correspondem a terra firme e (0.75%) 0.52 km² é água.

## Demografia
Segundo o censo de 2010, tinha 2.446 habitantes residindo no município de St. Albans. A densidade populacional era de 35,42 hab./km². Dos 2.446 habitantes, o município de St. Albans estava composto pelo 97.59% brancos, o 0.25% eram afroamericanos, o 0.37% eram amerindios, o 0.25% eram asiáticos, o 0.08% eram insulares do Pacífico, o 0.57% eram de outras raças e o 0.9% pertenciam a duas ou mais raças. Do total da população o 2.66% eram hispanos ou latinos de qualquer raça.